# بنو عطية
بنو عطية قبيلة عربية خندفية مضرية عدنانية كريمة النسب عريقة في الأصل من قبائل شمال غرب شبة الجزيرة العربية في التاريخ والعصر الجاهلي وصدر الإسلام والتي كانت تسكن من شمال الحجاز حتى شمال فلسطين وسيناء ويقال لبني عطية العطوات ولمفردهم عطوي.

## نسب القبيلة
ذكر في نسب بني عطية قولان وهما:

##### القول الأول
قيل انهم من عقب عطيه الأسدي من بني معاز من نسل بنو أسد بن خزيمة بن مدركة بن الياس بن مضر بن نزار بن معد بن عدنان.

#### القول الثاني
قيل انهم من نسل عطية العوفي البكري ذكرة ابن حزم فقال «هو من بني عوف بن سعد؛ فخذ من بني عمرو بن عباد بن بكر بن وائل».
ونسبهم عز الدين الجزري بني عطية الى جد الشاعر أبو عبد الرحمن العطوي في كتاب اللباب في تهذيب الانساب فقال.
| بنو عطية | عطوي- بفتح العين والطاء وكسر الواو- هذه النسبة إلى عطيه؛ وهو اسم جد أبي عبد الرحمن محمد بن عطيه العطوي الشاعر؛ وقيل هو محمد بن عطيه | بنو عطية |

وعطيه جد وعمود نسب وقد اشتهر النسب اليه في العهد العباسي فقد كان من ابناءه كثير من القضاة والشعراء والمحدثين منهم الشاعر العباسي أبو عبد الرحمن العطوي المتوفي سنة 250 هجري وعبد الملك العطوي وغيرهم من الشعراء والقضاة والمحدثين

## ديار القبيلة
تقع منازل بني عطية في المملكة العربية السعودية في النصف الشمالي من حرة العويرض حتى حرة المواهيب. وتقطن عشائر بني عطية في تبوك وما حولها من جميع الجهات وفي حالة عمار وحسمى وبئر ابن هرماس ومغيراء الطبيق والقليبة وتيماء وجبل اللوز وحرة بني عطية (الرهاة) وحرة تبوك والوادي الأخضر وذات الحاج وشرفة بني عطية وفجر ومحطة الاوجرية ومحطة المصطبغة. أما من هم خارج السعودية فيسكنون في صعيد مصر وصحراء سيناء وجنوب الأردن ولهم مساكن متعددة.

## لمحة تاريخية
من أبرز ما ذكر في التاريخ في القرن المنصرم عن بني عطية هو أشتراك بعض فصائلهم في الثورة العربية الكبرى ضد الأتراك العثمانيين في بداية الحرب العالمية الأولى وذلك في نواحي تبوك وبعض نواحي الأردن وقد ساهم بني عطية بفرسانهم مع بقية قبائل شمال الجزيرة العربية في معارك تحرير العقبة والقدس ودمشق من الحاميات والقلاع العثمانية التركية.

## فروع القبيلة

### السليمات
ينقسمون إلى ثلاث فروع رئيسية.
العبادلة والمواضية والحماديين وهذه الفروع الثلاثة تتفرع الى:
| - الضروج - الضبع - الدرعان - أبو جنيب - العضدة - الايديات - الجعيبات - الرشيدات - السواعده - المسيعديين - المعايشة | - الديادرة - العراعره - السودان - التراقوة - الوقيات - المحاسنة - الرهايفة - المراضية - العداسين - الربايحه |

العطيات والعليين وهذا الفرعين يتفرعون الى:
| - الحمران - الفرجات - الصباحييين - الجميعانيين - الرويعيات - العرجان - السعيدات | - الدواغرة - السلمانيين - البطاوين - الكرشة - الذيبة - الزعاتره - القواسمة |

### السبوت
يتفرعوا إلى ثلاثة فروع رئيسية:
المراعيه والبريكات والرواضين وهذه الفروع الثلاثة تتفرع الى:
| - الزلوع - الموسه - القرعان - السمايمه - السويعدات - النجرة | - النجيعات - الرعيات - المحالسه. - البريكات - المدادحه. |

### الخضرة
يتفرعوا إلى فرعيين رئيسين:
العمريين والمحيسنيين وهذا الفرعين يتفرعون إلى:
| - المسعد - المجانين - الرواضين - الحسنات - الفقراء - الغوانمه - الشقران | - العماويه - العويضات - العقايله - المهانيه - العيد - الذنيبات |

القعيسات والرواضين والفنادله وهذه الفروع الثلاثة تتفرع الى:
| - العايد - السليم - الهذيلات - الزيادين - السعايدة - الفريجات | - الذييبات - التذاريب - الزوايده - المسلميين - الصراهده. |

العقيلات والسويلميين والمصابحة وهذه الفروع الثلاثة تتفرع الى:
| - الرواشده - الخويرات - الغوانمه - المضاعين - العقداء - الشطايطة - الحناحنه - العلاديه - النصيرات - الردون. - العديلات - الحنكان - الردسة - العطاطرة - المضالعه - الوكلة - الحسونات - السروح | - الصناعين - الجريدات - الرشيد - الدحالين - التماسحه - الخبايثه - الجودات - الحياينه - الهرامسه - العصيفات - الخليفات - الهشايمة - الشمالا - الجرابعة - الصقرة - الفقراء - القوانية |

الغنيمات والربيلات وهذا الفرعين يتفرعون إلى:
| - الحوامده - السعور - النوابته - الدباوين - الجميعات - العيدي - العطون | - العثامين - الطويط - الكميان - النصايره - القراعان - القرينات. |

الرماضين والسعيدانيين والخمايسة وهذه الفروع الثلاثة تتفرع الى:
| - النشرة - العمِيرات - الفراركه - الحماديين - الجويان - الشلابية - الصوالحة - الدراوشة - الزرارعة - الهيمه - العمدان - الدعامين - الحمدات - الرضام - الزملان - الصدافين - الغنيمات - النواقه - الركابات - المحينات | - الحمدانيين - المباركيين - الشقران - الهلولات - الضيوفية - التجرة - الهلبان - الوباريه - الفلايله - الرباعيين - الخضيرات - الجرابعه - الدوالية - القبالين. - المداميه - العسوفية - الطرابشه - الغمامضه - الصقاقعه |

## نماء القبيلة
في أوائل القرن الخامس الهجري تقريباً قطنت قبيلة بني عطية تيماء شمالي نجد ثم بعد نماء أمر عشيرة بني عطية (المعازة) في تلك الديار بدأ بني عطية ينتقلون إلى تبوك وغربها حتى خليج العقبة وهذا بطريقة مرحلية وتدريجية بدأت في القرن السابع الهجري وقد تغلب بني عطية على تبوك وما جاورها من البلاد وعلى جبال حسمى. وكانت عشائر بني عطية في القرن الثامن الهجري تجوب البوادي فيما حول تبوك وانتشروا غرباً حتى بلغوا الساحل الشرقي لخليج العقبة مجاورين لبني عقبة وعشائر المساعيد من هذيل. وقد انتقل كثير من فصائل بني عطية إلى جنوب الأردن ومارس بعضهم الزراعة إلى جانب الرعي وقد أستوطن قسم كبير من بني عطية في مصر وصحراء سيناء وقسم أخر أستوطن في الأردن (جنوب بلاد الشام) وفي سنين الجدب كانت معظم بادية بني عطية في تبوك وما حولها بالمملكة العربية السعودية تتجه نحو الشمال في بلاد الأردن ثم تعود ثانية بعد حلول الشتاء وهكذا دواليك.

### تواجدهم في الأردن
انتقل الكثير من أفراد هذه القبيلة إلى جنوب الأردن من شمال الحجاز هرباً من سنوات الجفاف المتتالية، وبدأ ظهورهم في منطقة الكرك والبحر الميت في القرن التاسع عشر. ، وبدأ انتشارهم من الجنوب إلى الغرب في المنطقة واستقر بهم الحال شرقي مدينة الكرك وبخاصة في منطقة القطرانة وما حولها، وقد انضمّت هذه القبيلة إلى صفوف جيش الثورة العربية الكبرى.
وقد أصبح تحالف قبيلة بني عطية مع العشائر التي تقطن منطقة الكرك السبب الذي ساعدهم على الاستقرار في المنطقة، وسبباً في توسع حدود القبيلة في مساحات واسعة في المنطقة، حيث أخذ أفراد هذه القبيلة بالعمل في الزراعة، إضافة إلى تربية المواشي، إذ سمح لهم الكركيّون بالرعي في مناطقهم في الكرك. وأما فيما يخص انتشار هذه القبيلة فإنها تنتشر من الموجب غرباً حتى وادي السرحان شرقاً ومن الشمال تحدّ قبيلة بني صخر، ومن الجنوب تحدّ قبيلتي الحجايا والحويطات. وهناك بعض العشائر التي بقيت على ترحالها بين الأردن وشمال السعودية، منها عشيرة العطيات، والخمايسة، والعقيلات.